# Lamiini
Lamiini — триба жуков-усачей из подсемейства ламиин.

## Описание
Основание надкрылий более или менее охватывает основание переднеспинки и всегда значительно шире его. Первый членик усиков с цикатриксом.

## Систематика
В составе трибы:
- роды: Acalolepta — Achthophora — Acridocephala — Aethalodes — Agnia — Agniohammus — Agniolamia — Agniopsis — Agnoderus — Amechana — Anamera — Anameromorpha — Anhammus — Annamanum — Anoplophora — Anoplophoroides — Archidice — Arctolamia — Aristobia — Astynoscelis — Batomena — Bixadoides — Bixadus — Blepephaeus — Brachyhammus — Callipyrga — Celosterna — Cereopsius — Chyptodes — Combe — Cornuscoparia — Cratotragus — Cremnosterna — Cribragapanthia — Cribrihammus — Crucihammus — Cyriotasastes — Deliathis — Diallus — Docohammus — Dolichoprosopus — Domitia — Epepeotes — Epicedia — Eryalus — Eudihammus — Euoplia — Eupromus — Eusyntheta — Eutaenia — Euthyastus — Falsacalolepta — Falsagnia — Falsodihammus — Goes — Granolamia — Granulorsidis — Hebestola — Hoplothrix — Hotarionomus — Jeanvoinea — Jothocera — Laelida — Lamia — Lamiomimus — Leprodera — Leuronotus — Lochmodocerus — Macrochenus — Macrohammus — Magninia — Marmaroglypha — Mecynippus — Melanopolia — Metaperiaptodes — Metopides — Microgoes — Migsideres — Mimacalolepta — Mimanhammus — Mimohammus — Mimolaelida — Mimoleprodera — Mimolochus — Mimonemophas — Mimonephelotes — Mimonephelotus — Mimorsidis — Mimothestus — Monochamus — Morimus — Myagrus — Nanohammus — Nemophas — Neochamus — Neodihammus — Neoptychodes — Nephelotus — Oculohammus — Odontolamia — Omocyrius — Orsidis — Oxyhammus — Oxylamia — Parabixadus — Paracyriothasastes — Paradiallus — Paradihammus — Paraepepeotes — Paragnia — Paraleprodera — Paramelanauster — Parametopides — Paranamera — Paranhammus — Parapolytretus — Parapotemnemus — Parathyastus — Paraxoes — Parepicedia — Pareutaenia — Parhoplothrix — Parorsidis — Paruraecha — Peblephaeus — Pelargoderus — Periaptodes — Peribasis — Pericycos — Pharsalia — Phrynetolamia — Plagiohammus — Plectrodera — Potemnemus — Prodomitia — Psacothea — Pseudanamera — Pseudanhammus — Pseudaristobia — Pseudhammus — Pseudobixadus — Pseudocyriocrates — Pseudodihammus — Pseudomacrochenus — Pseudomeges — Pseudomyagrus — Pseudonemophas — Pseudopsacothea — Pseudorsidis — Pseudotaeniotes — Pseudothestus — Pseudoxenicotela — Pseuduraecha — Ptychodes — Rufohammus — Sarothrocera — Stegenagapanthia — Stegenodes — Stegenus — Sternohammus — Sternorsidis — Striatorsidis — Superagnia — Tachystolodes — Taeniotes — Thermonotus — Thestus — Thylactomimus — Tomohammus — Tomolamia — Trachystola — Trachystolodes — Triammatus — Trichagnia — Tricholamia — Trysimia — Tympanopalpus — Uraecha — Xenicotela — Xenohammus — Xoes